# Лаковица аметистовая
Лаковица аметистовая (лат. Laccaria amethystina) — гриб из рода Лаковица (Laccaria) семейства Гиднангиевые. Растёт в лесах на влажной почве.

## Описание
Шляпка 2—5 см диаметром (по другим данным 1—4 см), в молодости полушаровидная с подвёрнутым краем, позже становится плоской, в центре обычно вдавленная, иногда с небольшим бугорком. Окраска в зависимости от возраста и влажности изменяется в широком диапазоне — от насыщенной тёмно-фиолетовой во влажном состоянии до серо-лиловой, сиреневато-бежевой при высыхании, затем, с возрастом, выцветает.
Пластинки толстые, очень редкие, лилового цвета, в зрелом возрасте беловато-мучнистые, нисходящие по ножке.
Ножка 5—7 см длины (по другим данным 3—8 см), 3—7 мм в диаметре, цилиндрическая или булавовидная, продольной полосатая, жёсткая, полая. Окраска ножки совпадает с цветом шляпки, но у зрелых грибов может бледнеть и выцветать раньше неё. 
Мякоть светло-фиолетовая, водянистая,на вкус сладковатая (по другим данным — без выраженного вкуса и запаха). 
Споровый порошок белый.
Споры (без орнамента) 7–10 × 5–7 мкм, Q = 1,3–1,76, шаровидные, редко чуть эллипсоидные, гиалиновые, покрыты шипами; шипы 1,4–2,8 мкм длиной, в основании > 1,2 мкм в диаметре. 
Хейлоцистиды 25,5–64 (92) × 4–12 мкм, нитевидные, булавовидные, широкобулавовидные или вздутые, обильные, тонкостенные, гиалиновые. 
Плодоношение: середина лета — конец сентября. 

## Экология
Растёт в лиственных и хвойных лесах, довольно теплолюбива. Образует микоризу с буком. Относится к нитрофильным грибам, мицелий которых хорошо развивается в среде с высоким содержанием аммония.

## Съедобность
Гриб съедобен, четвёртой категории. В пищу употребляют только шляпки в свежем виде. Однако несмотря на заявленную съедобность, употреблять в пищу не рекомендуется. Наряду с некоторыми другими видами лаковица аметистовая относится к суперконцентраторам тяжёлых металлов: установлено, что плодовые тела L. amethystina накапливают в среднем около 100 мкг/г (сухого веса) мышьяка. 

## Охранный статус
- Красная книга Мурманской области 2014 Редкий вид, находящийся «в состоянии, близком к угрожаемому. Отмечен в Лапландском заповеднике. При обнаружении новых местонахождений рекомендуется регулирование хозяйственной деятельности в местах произрастания вида для его сохранения до создания ООПТ[1].
- Красная книга Республики Карелия 2020 Редкий вид, находящиеся в состоянии, близком к угрожаемому[1].

## Схожие виды
- Laccaria amethysteo-occidentalis G.M. Muell., 1984 — Лаковица аметистово-западная
- Laccaria bicolor (Maire) P.D. Orton, 1960 — Лаковица двухцветная